# داريان ماليس
داريان ماليس (مواليد 3 مايو 2001) هو لاعب كرة قدم سويسري يلعب في نادي إنتر ميلان في مركز الهجوم.

## روابط خارجية
- داريان ماليس على موقع الاتحاد الأوربي (الإنجليزية)
- داريان ماليس على موقع قاعدة بيانات كرة القدم.إي يو (الإنجليزية)
- داريان ماليس على موقع Soccerway.com (الإنجليزية)